# Музиоль, Богдан
Богдан Музиоль (нем. Bogdan Musiol, 25 июля 1957, Свентохловице, Польша) — восточно-германский бобслеист польского происхождения, разгоняющий, выступавший за сборные ГДР и Германии в конце 1970-х — начале 1990-х годов. Участник пяти зимних Олимпийских игр, чемпион Лейк-Плэсида, трёхкратный чемпион мира, двукратный чемпион Европы. Рекордсмен среди всех бобслеистов в истории по общему количеству олимпийских наград за карьеру (7).

## Биография
Богдан Музиоль родился 25 июля 1957 года в городе Свентохловице, Польша. С юных лет увлёкся спортом, пошёл в лёгкую атлетику, в частности занимался толканием ядра. Выступать в бобслее на профессиональном уровне начал в 1977 году под руководством пилота Хорста Бернхардта, стал показывать неплохие результаты, попал в качестве разгоняющего в национальную команду ГДР. Так, уже в 1978 году выиграл золото на чемпионате мира в Лейк-Плэсиде. В начале карьеры разгонял многих немецких пилотов и, наконец, присоединился к команде Вольфганга Хопее, с которым выступал на большинстве соревнований.
В 1980 году Музиоля взяли защищать честь страны на Олимпийские игры в Лейк-Плэсид, где он, находясь в команде Майнхарда Немера, завоевал бронзовую медаль в программе двухместных экипажей и золотую в программе четырёхместных. На играх 1984 года в Сараево спортсмен вновь занял подиум в обеих дисциплинах, два серебра, и на сей раз его партнёром был пилот Бернхард Леман. На Олимпийских играх 1988 года в Калгари уже вместе с Хоппе Музиоль с точностью повторил достижение предыдущего раза, снова взял две серебряные награды. На Играх 1992 года в Альбервиле он участвовал только в программе четвёрок и пополнил свой послужной список ещё одним серебром. Последними, пятыми по счёту, для Музиоля стали Олимпийские игры 1994 года в Лиллехаммере, он соревновался в двойке с малоизвестным пилотом Зеппом Доштхалером и занял лишь двенадцатое место.
В общей сложности Богдан Музиоль семь раз становился призёром чемпионатов мира, в том числе трижды был первым, два раза вторым и два раза третьим. Неоднократно побеждал на различных этапах Кубка мира, является двукратным чемпионом Европы, несколько занимал первые места национального первенства. Долгое время оставался рекордсменом в бобслее по количеству завоёванных медалей на международной арене — в его копилке 31 награда. Позже, тем не менее, рекорд был побит его же партнёром Вольфгангом Хоппе, который сумел взять 33 медали.
Вне бобслея служил в Национальной народной армии, однако после объединения Германии в 1990 году и расформирования войск решил оставить карьеру военного. Завершив карьеру профессионального спортсмена, вскоре занялся бизнесом, сейчас владеет сетью фитнес-клубов с филиалами в городах Целла-Мелис и Ошац. Вплоть до 2000 года работал в Федерации бобслея, санного спорта и скелетона Германии.